# Hypolepis rubiginosopilosula
Hypolepis rubiginosopilosula là một loài dương xỉ trong họ Dennstaedtiaceae. Loài này được Lellinger mô tả khoa học đầu tiên năm 2003.
Danh pháp khoa học của loài này chưa được làm sáng tỏ. 